# 賴永祥
賴永祥（1922年9月21日—2024年6月7日），台南後壁人，臺灣知名圖書館學學者，曾任國立台灣大學圖書館學系教授、系主任、國立臺灣大學圖書館館長、淡水工商管理專科學校董事長。

## 經歷
賴永祥出生於日治台灣臺南州新營郡後壁庄上茄苳（今臺南市後壁區嘉田村），家中為虔誠的臺灣基督長老教會家庭，1926年隨父親舉家搬遷至基隆，在基隆求學成長，臺北高等學校畢業後，前往日本內地求學，畢業於東京帝國大學法學部。
二戰結束，日本投降，賴永祥於1946年回台，並與劉慶理女士結婚，一方面在台灣拓殖株式會社工作，同時也在母校臺北高等學校所改制的臺灣省立臺北高級中學（今臺師大）兼課，同年也參與延平學院的籌辦工作，並任講師一職。1947年，二二八事件爆發後，延平學院被迫停辦，轉往國立臺灣大學圖書館工作。

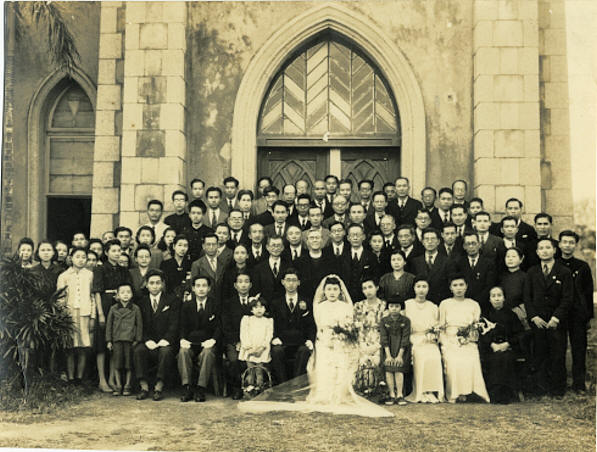
賴永祥與劉慶理在臺北市中山基督長老教會的婚禮。

1960年起，賴永祥參與國立臺灣大學圖書館學系籌備工作，1961年臺大圖書館學系成立，被聘為該系副教授，1964年升任教授，後擔任系主任（1965年－1972年）。
1972年賴永祥轉往哈佛大學燕京圖書館研究，並於1978年至1995年擔任該館副館長。
賴永祥1999年獲中國圖書館學會（今中華民國圖書館學會）頒發「特殊貢獻獎」，2001年獲波士頓臺灣基督教會贈「名譽長老」。2024年6月7日，賴永祥於波士頓的護理中心中過世。

## 圖書分類法
賴永祥編修之《中國圖書分類法》版本，為臺澎金馬及香港、澳門、新加坡大多數圖書館所採用。

## 延伸閱讀
- 許雪姬、張隆志、陳翠蓮訪談：《坐擁書城：賴永祥先生訪問紀錄》（台北：遠流出版公司，2007）
- 賴永祥長老史料庫 （ Elder John Lai's Archives ） （页面存档备份，存于）

## 外部連結
- 賴永祥著作集 （页面存档备份，存于）
- 中華民國圖書館學會敬悼公告 （页面存档备份，存于）